# Europamästerskapet i ishockey för herrar 1932
Europamästerskapet i ishockey 1932 var det 17:e Europamästerskapet i ishockey för landslag. Detta var det sista rena europamästerskapet som arrangerades, efter detta avgjordes det alltid tillsammans med världsmästerskap eller olympiska turneringar. Europamästerskapet 1932 spelades i Tyskland och matcherna spelades i huvudstaden Berlin 14 till 20 mars 1932. Nio nationer deltog och blev indelade i tre grupper med tre lag i varje grupp.

## Grupp A
| Datum   | Matcher grupp A     | Resultat            |
| ------- | ------------------- | ------------------- |
| 14 mars | Tyskland– Schweiz   | 1–1 (1–0, 0–1, 0–0) |
| 15 mars | Österrike– Schweiz  | 2–2 (0–1, 1–1, 1–0) |
| 16 mars | Tyskland– Österrike | 1–1 (0–0, 1–0, 0–1) |

### Tabell grupp A
| Plac. | Lag       | Matcher | Segrar | Oavgj. | Förl. | Mål | Poäng |
| ----- | --------- | ------- | ------ | ------ | ----- | --- | ----- |
| 1     | Österrike | 2       | 0      | 2      | 0     | 3–3 | 2     |
| 2     | Schweiz   | 2       | 0      | 2      | 0     | 3–3 | 2     |
| 3     | Tyskland  | 2       | 0      | 2      | 0     | 2–2 | 2     |

- Alla tre lagen från A-gruppen gick vidare till finalomgången.

## Grupp B
| Datum   | Matcher grupp B            | Resultat            |
| ------- | -------------------------- | ------------------- |
| 14 mars | Tjeckoslovakien– Frankrike | 1–1 (0–0, 0–0, 1–1) |
| 15 mars | Tjeckoslovakien– Lettland  | 7–0 (3–0, 2–0, 2–0) |
| 16 mars | Frankrike– Lettland        | 1–0 (1–0, 0–0, 0–0) |

### Tabell grupp B
| Plac. | Lag             | Matcher | Segrar | Oavgj. | Förl. | Mål | Poäng |
| ----- | --------------- | ------- | ------ | ------ | ----- | --- | ----- |
| 1     | Tjeckoslovakien | 2       | 1      | 1      | 0     | 8–1 | 3     |
| 2     | Frankrike       | 2       | 1      | 1      | 0     | 2–1 | 3     |
| 3     | Lettland        | 2       | 0      | 0      | 2     | 0–8 | 0     |

- Tjekkoslovakiet til finalomgången.

## Grupp C
| Datum   | Matcher grupp C          | Resultat            |
| ------- | ------------------------ | ------------------- |
| 14 mars | Rumänien– Storbritannien | 0–1 (0–0, 0–1, 0–0) |
| 15 mars | Sverige– Storbritannien  | 4–1 (0–0, 3–1, 1–0) |
| 16 mars | Sverige– Rumänien        | 4–0 (2–0, 1–0, 1–0) |

### Tabell grupp C
| Plac. | Lag            | Matcher | Segrar | Oavgj. | Förl. | Mål | Poäng |
| ----- | -------------- | ------- | ------ | ------ | ----- | --- | ----- |
| 1     | Sverige        | 2       | 2      | 0      | 0     | 8–1 | 4     |
| 2     | Storbritannien | 2       | 1      | 0      | 1     | 2–4 | 2     |
| 3     | Rumänien       | 2       | 0      | 0      | 2     | 0–8 | 0     |

- Sverige till finalomgången.

## Spel om 6–9 platserna
| Datum            | Matcher om platserna 6–9  | Resultat            |
| ---------------- | ------------------------- | ------------------- |
| från gruppspelet | Frankrike– Lettland       | 1–0                 |
| från gruppspelet | Rumänien– Storbritannien  | 0–1                 |
| 17 mars          | Frankrike– Storbritannien | 3–3 (0–1, 2–1, 1–1) |
| 17 mars          | Rumänien– Lettland        | 0–3 (0–0, 2–0, 1–0) |
| 18 mars          | Frankrike– Rumänien       | 5–0 (0–0, 3–0, 2–0) |
| 18 mars          | Lettland– Storbritannien  | 2–5 (0–1, 1–3, 1–1) |

### Tabell plats 6–9
| Plac. | Lag            | Matcher | Segrar | Oavgj. | Förl. | Mål | Poäng |
| ----- | -------------- | ------- | ------ | ------ | ----- | --- | ----- |
| 6     | Frankrike      | 3       | 2      | 1      | 0     | 9–3 | 5     |
| 7     | Storbritannien | 3       | 2      | 1      | 0     | 9–5 | 5     |
| 8     | Lettland       | 3       | 1      | 0      | 2     | 5–6 | 2     |
| 9     | Rumänien       | 3       | 0      | 0      | 3     | 0–9 | 0     |

### Finalomgång
| Datum            | Finalomgång EM 1932        | Resultat            |
| ---------------- | -------------------------- | ------------------- |
| från gruppspelet | Tyskland– Schweiz          | 1–1                 |
| från gruppspelet | Österrike– Schweiz         | 2–2                 |
| från gruppspelet | Tyskland– Österrike        | 1–1                 |
| 17 mars          | Österrike– Tjeckoslovakien | 3–0 (2–0, 1–0, 0–0) |
| 17 mars          | Sverige– Schweiz           | 1–1 (1–1, 0–0, 0–0) |
| 18 mars          | Sverige– Österrike         | 0–0 (0–0, 0–0, 0–0) |
| 18 mars          | Tyskland– Tjeckoslovakien  | 1–0 (0–0, 0–0, 1–0) |
| 19 mars          | Sverige– Tjeckoslovakien   | 2–0 (1–0, 1–0, 0–0) |
| 20 mars          | Tyskland– Sverige          | 0–1 (0–0, 0–0, 0–1) |
| 20 mars          | Schweiz– Tjeckoslovakien   | 3–2 (1–1, 1–0, 1–1) |

## Tabell finalomgången
| Plac. | Lag             | Matcher | Segrar | Oavgj. | Förl. | Mål | Poäng |
| ----- | --------------- | ------- | ------ | ------ | ----- | --- | ----- |
| 1     | Sverige         | 4       | 2      | 2      | 0     | 4–1 | 6     |
| 2     | Österrike       | 4       | 1      | 3      | 0     | 6–3 | 5     |
| 3     | Schweiz         | 4       | 1      | 3      | 0     | 7–6 | 5     |
| 4     | Tyskland        | 4       | 1      | 2      | 1     | 3–3 | 4     |
| 5     | Tjeckoslovakien | 4       | 0      | 0      | 4     | 2–9 | 0     |

## Medaljer
| Europamästerskapet 1932 | Land            |
| ----------------------- | --------------- |
| Guld                    | Sverige         |
| Silver                  | Österrike       |
| Brons                   | Schweiz         |
| 4                       | Tyskland        |
| 5                       | Tjeckoslovakien |
| 6                       | Frankrike       |
| 7                       | Storbritannien  |
| 8                       | Lettland        |
| 9                       | Rumänien        |

## Skytteliga
| Spelare                  | Mål |
| ------------------------ | --- |
| Gerry Davey              | 7   |
| Gustaf "Lulle" Johansson | 5   |
| Karl-Erik Fürst          | 3   |
| Alois Cetkovský          | 3   |
| Sigge Öberg              | 3   |

## Laguppställningar

### Sverige
- Målvakter: Herman Carlsson, Gösta Karlsson
- Backar:  Carl "Calle Aber" Abrahamsson, Erik Lindgren,
- Forwards: Sigge Öberg, Gustaf "Lulle" Johansson, Karl-Erik Fürst, Bertil Lundell, Erik "Burret" Larsson, John "Jompa" Nilsson, Erik "Lillis" Persson, Wilhelm Petersén
- Ledare: Viking Harbom

### Österrike
- Målvakter: Otto Amenth,  Karl Ördögh,
- Backar:  Jacques Ditrichstein, Reinhold Egger, Hans Trauttenberg.
- Forwards: Fritz Demmer, Hans Ertl, Josef Göbel, Karl Kirchberger,  Walter Sell, Kurt Stuchly, Hans Tatzer,  Herbert Brück.

### Schweiz
- Målvakter: Emil Eberle, Albert Künzler,
- Backar: Albert Geromini, Ernst Hug, Emil Meerkämpfer,
- Forwards: Ferdinand Cattini,   Heinrich Meng, Anton Morosani, Conrad Torriani, Richard Torriani.